# رولان بارتولومئو
رولان بارتولومئو (انگلیسی: Roland Bartholomew؛ زادهٔ ۱۹۱۵) بازیکن فوتبال اهل بریتانیا است.
از باشگاه‌هایی که در آن بازی کرده‌است می‌توان به باشگاه فوتبال لیدز یونایتد، باشگاه فوتبال گریمزبی تاون، و باشگاه فوتبال برادفورد سیتی اشاره کرد.